# Dyscophus antongilii
Dyscophus antongilii (tên tiếng Anh: Tomato Frog, tiếng Pháp: Crapaud rouge de Madagascar) là một loài ếch trong họ Nhái bầu. Tên gọi phổ thông của nó trong tiếng Anh và Pháp xuất phát từ màu da đỏ tươi của nó, và xu hướng phồng mình lên khi gặp nguy hiểm. Nó là loài đặc hữu của Madagascar. Các môi trường sống tự nhiên của chúng là các khu rừng ẩm ướt đất thấp nhiệt đới hoặc cận nhiệt đới, sông, đầm nước, đầm nước ngọt, đầm nước ngọt có nước theo mùa, đất canh tác, các đồn điền, vườn nông thôn, các vùng đô thị, các khu rừng trước đây bị suy thoái nặng nề, ao, và kênh đào và mương rãnh. Loài này đang bị đe dọa do mất môi trường sống.
Nó còn là vật nuôi trong nhà.

## Hình ảnh

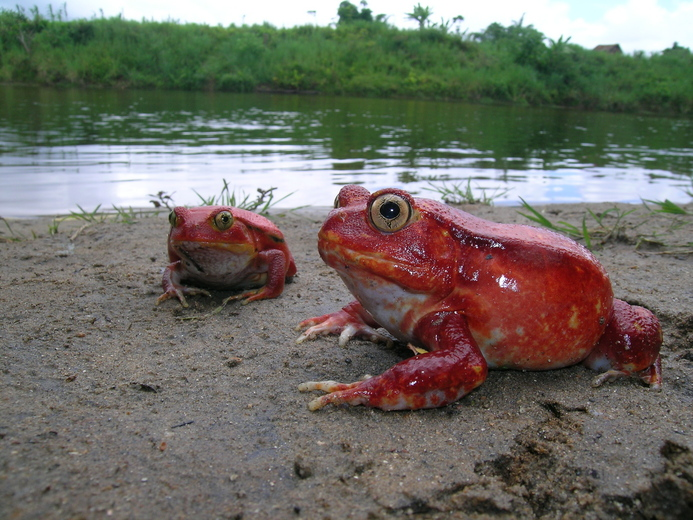
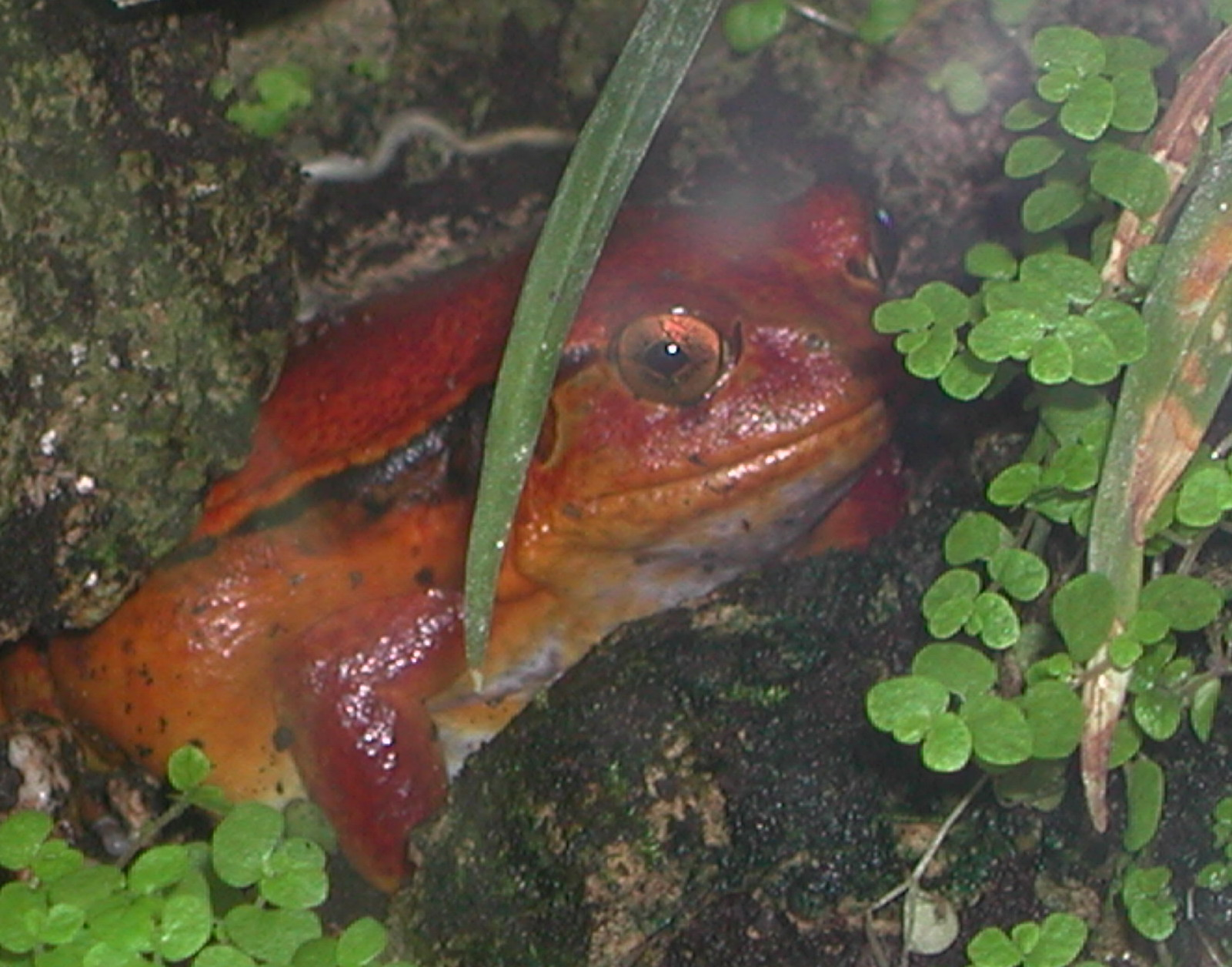
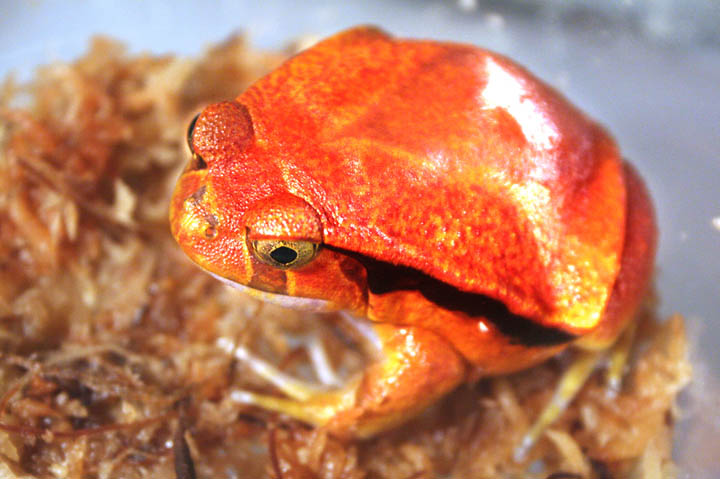
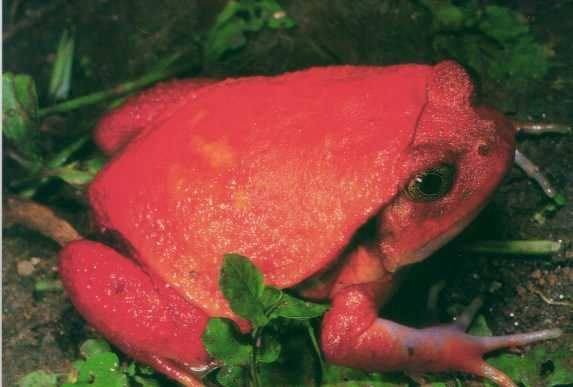